# Болтирик шешен
Болтирик шешен (каз. Бөлтірік шешен) — аул в Таласском районе Жамбылской области Казахстана. Административный центр Кенесского сельского округа. Код КАТО — 316237100.
Названа в честь Болтирик Алменулы.

## Население
В 1999 году население аула составляло 1216 человек (595 мужчин и 621 женщина). По данным переписи 2009 года, в ауле проживало 1179 человек (612 мужчин и 567 женщин).